# Tregua (Renato Zero)
Tregua è il settimo album in studio di Renato Zero, pubblicato nel 1980 e ripubblicato nel 2010.

## Descrizione
In questo doppio disco (il primo della sua carriera), cambiano decisamente tutte le tematiche delle canzoni per cui fino a quel momento era conosciuto dal pubblico Zero, una pausa dalla rabbia degli esordi mostrata spesso nei suoi testi precedenti  e soprattutto dai sentimenti attuali dell'epoca, visto che dedica il disco a suo padre Domenico Fiacchini che lo ha fatto nascere e crescere libero. Tocca i temi più disparati, dalla religiosità di "Potrebbe essere Dio", all'orgoglio omosessuale di "Onda gay", alla caccia in "Non sparare!", senza abbandonare la sua consueta ironia in brani come "Profumi, balocchi e maritozzi" e "Amore sì, amore no". Dedica una canzone all'universo degli adolescenti con "Per te", mentre "Chiedi di più" esorta a non darsi via per poco. "Beati voi" parla proprio dei sepolcri imbiancati, gli ipocriti. Grande successo del disco è "Amico", scritto con Dario Baldan Bembo ed entrato a far parte dei cavalli di battaglia di Renato Zero.
Incerta dell'accoglienza che il pubblico avrebbe riservato a un album doppio, la RCA Italiana pubblica il disco sia in formato doppio, sia in due formati singoli, intitolati Tregua I e Tregua II. Nonostante la pubblicazione del disco in piena estate fu un enorme successo, al punto da essere uno dei lavori più venduti dell'artista romano in assoluto.
L'album, da anni fuori catalogo, è stato ristampato e ripubblicato il 4 novembre 2010 in CD, insieme agli album Artide Antartide, Via Tagliamento 1965/1970 e Prometeo.
Il 12 aprile 2019, l'album è stato ristampato per la terza volta in CD per la collana Mille e uno Zero, edita con TV Sorrisi e Canzoni.

## Tracce
Tutti i brani sono di Renato Zero/Roberto Conrado-Renato Zero, eccetto dove indicato.
Disco 1:
1. Guai - 5:41 (Renatozero-Evangelisti/Conrado-Renatozero)
2. Niente trucco stasera - 4:06 (Evangelisti/Conrado-Renatozero )
3. Santa Giovanna - 5:01 (Renatozero-Evangelisti/Conrado-Renatozero)
4. L'ultimo Luna Park - 4:01(Renatozero-Evangelisti/Conrado-Renatozero)
5. Profumi, balocchi & maritozzi - 3:52 (Renatozero/Pintucci-Renatozero)
6. Grazie a te - 5:00
7. Chiedi di più - 5:23 (RenatoZero/Pintucci-Vicari-Renatozero)
8. Beati voi... - 3:35 (Evangelisti/Conrado-Renatozero)
9. Amico - 4:52 (Renatozero-Evangelisti/BaldanBembo)

Disco 2:
1. Per te - 5:07
2. Metti le ali - 3:58
3. Non sparare! - 4:18 (Renatozero/Pintucci-Renatozero)
4. Onda gay - 4:11 (Evangelisti/Conrado-Renatozero)
5. Svegliati - 4:07
6. Fortuna - 5:30 (Renatozero/Pintucci-RenatoZero)
7. Buon Natale - 5:12 (Renatozero-Evangelisti/Pintucci-Renatozero)
8. Amore sì, amore no! - 4:48
9. Potrebbe essere Dio - 6:31

## Formazione
- Renato Zero – voce
- Dino D'Autorio, Dino Kappa – basso e contrabbasso
- Flaviano Cuffari – batteria
- Luciano Ciccaglioni – chitarra
- Aldo Banfi, Ruggero Cini – tastiera
- Massimo Buzzi – batteria e percussioni
- Piero Pintucci – pianoforte e tastiera
- Gianni Oddi – sax contralto
- Fratelli Balestra, Baba Yaga – cori

## Classifiche

### Classifiche settimanali
| Classifica (1980) | Posizione massima |
| ----------------- | ----------------- |
| Italia            | 1                 |
| Classifica (2010) | Posizione massima |
| Italia            | 23                |

### Classifiche di fine anno
| Classifica (1980) | Posizione |
| ----------------- | --------- |
| Italia            | 7         |